# 刘再兴
刘再兴（1926年—1999年），男，湖北新洲人，中国经济地理学家，曾任中国人民大学教授、博士生导师。